# Megalotica holobra
Megalotica holobra är en fjärilsart som beskrevs av Edward Meyrick 1899. Megalotica holobra ingår i släktet Megalotica och familjen mätare. Inga underarter finns listade i Catalogue of Life.